# 1964 في الأرجنتين
فيما يلي قوائم الأحداث التي وقعت خلال عام 1964 في الأرجنتين.

## رياضة
- 1 يناير – بطولة أمريكا الجنوبية لكرة الطائرة للسيدات 1964
- 1 يناير – كأس الإنتركونتيننتال 1964

## مواليد

### يناير
- 11 يناير – ماسو إدواردو لاعب كرة مضرب بلجيكي.
- 12 يناير – لورا أريا لاعبة كرة مضرب بيروفية.

### فبراير
- 10 فبراير – سرخيو إسكوديرو لاعب كرة قدم أرجنتيني.
- 14 فبراير – غوستافو ديزوتي لاعب كرة قدم أرجنتيني.
- 24 فبراير – فيكتور فيرايرا لاعب كرة قدم أرجنتيني.

### مارس
- 10 مارس – بيدرو روبن ديسيما ملاكم أرجنتيني.
- 13 ديسمبر – مارسيلا موريلو مغنية أرجنتينية.

### مايو
- 5 مايو – كارلوس غابرييل سالازار ملاكم أرجنتيني.
- 8 مايو – إيلانا ديان صحفية إسرائيلية.
- 14 مايو – نستور غوروسيتو لاعب كرة قدم أرجنتيني.

### يونيو
- 9 يونيو – خوليو لاماس مدرب كرة سلة أرجنتيني.

### يوليو
- 25 يوليو – نيستور دي فيسنتي لاعب كرة قدم أرجنتيني.

### أغسطس
- 12 أغسطس – فرانسيسكو يونس لاعب كرة مضرب أرجنتيني.
- 31 أغسطس – إستيبان بيكر

### سبتمبر
- 28 سبتمبر – كلاوديو بورجي مدرب، ولاعب كرة قدم أرجنتيني.

### أكتوبر
- 5 أكتوبر – أندريا جامارنيك
- 9 أكتوبر – مارتن جايت لاعب كرة مضرب أرجنتيني.
- 18 أكتوبر – أوسكار رومان أكوستا لاعب كرة قدم أرجنتيني.
- 18 أكتوبر – كارلوس ألفارو مورينو لاعب كرة قدم أرجنتيني.

### نوفمبر
- 2 نوفمبر – خورخي بوريللي لاعب كرة قدم أرجنتيني.
- 10 نوفمبر – هيكتور كامبانا لاعب كرة سلة أرجنتيني.
- 22 نوفمبر – دييغو كولمبيك أحيائي أرجنتيني.
- 23 نوفمبر – ميغيل ألبرتو أمايا لاعب كرة قدم أرجنتيني.

### ديسمبر
- 13 ديسمبر – مارسيلا موريلو مغنية أرجنتينية.
- 21 ديسمبر – فابيانا أودينيو ممثلة أرجنتينية.

## وفيات

### مايو
- 24 مايو – بيبيتا سيررادو (مواليد 1913) ممثلة أرجنتينية.